# Кукель, Сергей Андреевич
Серге́й Андре́евич Ку́кель (Ку́кель-Крае́вский) (13 [25] января 1883, Вохоново, Санкт-Петербургская губерния — 1941, Москва) — капитан I ранга (1917), профессор МВТУ им. Н. Э. Баумана и МЭИ.

## Биография
Сергей Андреевич Кукель (Кукель-Краевский родился 13 (25) января 1883 в имении Вохоново Петербургской губернии. Происходит из виленских дворян герба «Лелива»: отец — дипломат Андрей Болеславович Кукель, сын генерал-майора Болеслава Казимировича Кукеля; мать — Мария Геннадьевна Невельская, дочь адмирала Геннадия Ивановича Невельского.
13 сентября 1896 года поступил воспитанником в Морской кадетский корпус, который окончил 6 мая 1902 года с произведением в звание мичмана и зачислением в 18-й флотский экипаж. Действительная служба считается с 1 сентября 1899 года. 9 мая 1902 года награждён премией вице-адмирала К. Н. Назимова.
С 21 мая по 15 августа 1902 года служил вахтенным начальником на канонерской лодке «Грозящий». C 20 сентября 1902 по 11 марта 1903 год — вахтенный офицер бронепалубного крейсера «Диана». С 11 марта по 30 апреля — вахтенный начальник миноносца «Бурый». C 30 апреля по 22 мая — вахтенный офицер бронепалубного крейсера «Богатырь», в той же должности с 22 мая по 17 декабря служил на эскадренном броненосце «Полтава». Затем с 26 января по 3 апреля 1904 года был заведующим обучением сигнальному делу с сигнальщиками и учениками-сигнальщиками 18-го флотского экипажа. C 3 апреля по 25 октября служил младшим флаг-офицером штаба командующего учебным отрядом Морского кадетского корпуса.
25 октября 1904 года зачислен слушателем Минного офицерского класса, по окончании которого 25 апреля 1905 года произведён в минные офицеры 2-го разряда. С 1 мая по 9 ноября служил младшим минным офицером эскадренного броненосца «Слава».
15 ноября 1905 года переведён из 18-го флотского экипажа в учебно-методическое объединение Балтийского флота. 6 декабря произведён в лейтенанты. С 9 декабря 1905 по 9 мая 1906 год служил минным офицером на учебном судне «Николаев». 9 мая назначен в отряд подводного плавания, куда прибыл 28 мая. С 12 июня 1906 по 20 сентября 1912 год заведовал обучением по электротехнике в УОПП.
21 августа 1906 года переведён в 9-й флотский экипаж. 10 января 1908 года зачислен в офицеры подводного плавания.

29 июля 1908 года переведён в 1-й Балтийский флотский экипаж. 16 января 1910 года зачислен в минные офицеры 1-го разряда. С 30 сентября по 10 октября был членом комиссии по испытанию подводной лодки в плавании на парусном судне «Азия». 

Командование, преподаватели и слушатели Учебного отряда Подводного плавания ФБМ, 1911 г.
C. A. Кукель — в среднем ряду, 3-й справа.

 6 декабря 1911 года за отличие по службе произведён в старшие лейтенанты. C 4 марта по 28 августа 1912 года временно исполнял обязанности помощника начальника УОПП. С 28 августа 1912 по 17 июля 1914 год являлся наблюдающим по электротехнической части за постройкой судов Балтийского моря и слушателем электротехнического отдела Императорского Санкт-Петербургского политехнического института императора Петра Великого. В июле 1913 года был в командировке в Париже. После того был назначен в бригаду подводных лодок Балтийского моря, где с 17 по 24 июля 1914 года служил водолазным офицером штаба. С 24 июля по 16 октября занимая должность флагманского минного офицера 1-го дивизиона бригады подводных лодок Балтийского моря находился в прикомандировании к штабу бригады для заведования радиостанциями. C 16 октября 1914 по 19 мая 1915 год был старшим офицером учебного судна «Рында» и наблюдающим за ремонтом английских подводных лодок. 4 января назначен преподавателем по электротехнике кратких офицерских курсов подводного плавания с оставлением в занимаемой должности. 22 марта произведён в капитаны II ранга. C 19 мая по 7 августа служил флагманским] минным офицером 2-го дивизиона, а с 7 августа 1915 по 23 января 1916 год — 1-го дивизиона дивизии подводных лодок Балтийского моря, в которой с оставлением в занимаемых должностях с 10 июня 1915 по 23 января 1916 год заведовал всей электротехнической частью. С 23 января 1916 по 1 июня 1917 год служил 2-м флагманским минным офицером штаба дивизии подводных лодок Балтийского моря. В марте 1916 года находился в командировке в Морском генеральном штабе, с 11 по 16 июля — в отделе подводного плавания Главного управления кадрами.
1 июня 1917 года назначен исполнять должность 2-го помощника морского министра, а 14 июня — также председателем в совещание по судостроению. 28 июля утвержден в должности 2-го помощника морского министра с присвоением звания капитана I ранга за отличие по службе. 1 ноября по поручению морского министра Дмитрия Николаевича Вердеренского, впоследствии (4 ноября) отстранённого Советом народных комиссаров от должности за саботаж, взял на себя временно исполнять обязанности управляющего Морским министерством. Находясь в этой должности всего десять дней, также саботирует все распоряжения советской власти. 14 ноября группа матросов, руководимая председателем Центробалта Павлом Ефимовичем Дыбенко и назначенным товарищем морского министра Модестом Васильевичем Ивановым (бывший командир Кукеля на учебном судне «Рында»), за отказ сдать дела новой власти на руках вынесла его вместе с креслом из кабинета и отправила под домашний арест. После этого Сергей Андреевич удалился в свою квартиру и издал следующий приказ по флоту и морскому ведомству:
Насилием я фактически лишен возможность продолжать управление морским министерством. Вследствие этого, передаю управление морским министерством начальнику морского генерального штаба контр-адмиралу графу Капнисту. Призываю всех чинов министерства продолжать работу, пока она фактически возможна.
22 ноября 1917 года уволен со службы.
Вскоре был освобожден и назначен начальником Морского Техническо-хозяйственного управления. С февраля по август 1918 года был управляющим морским отделом Народно-промышленного комитета. В мае по заданию Совнаркома согласовывал с руководством Антанты вопросы возможного потопления судов Черноморского флота во избежание его захвата Германией. С августа 1918 по 17 мая 1921 год являлся преподавателем минного и радиотелеграфного класса на Курсах командного состава флота (СКСКСФ). Также в 1918 году в Петрограде совместно с Александром Владимировичем Развозовым руководил артелью «Рикша» (состояла из бывших морских офицеров), которая занималась перевозкой грузов речным и гужевым транспортом. C 15 декабря 1918 по март 1920 год являлся сотрудником технического отдела Военно-морской комиссии по исследованию и использованию опыта войны 1914—1918 годов на море Морской исторической комиссии.
17 декабря 1918 года по мобилизации зачислен на службу в Красный флот.
22 июня 1919 года назначен председателем Комиссии по реорганизации финансовой и хозяйственной деятельности Морского комиссариата. 1 марта 1920 года — председателем Технической комиссии по ремонту судов Волжско-Каспийской флотилии, начальник тыла. C 1 июля 1920 года служил начальником тыла Балтийского флота. 2 марта 1921 года был арестован Петроградской ЧК по подозрению в контрреволюционной деятельности. Освобождён из-под стражи 3 апреля под поручительство командующего Балтийским флотом Фёдора Фёдоровича Раскольникова. Служил младшим флагманом для поручений при командующем Морскими силами Республики. 14 апреля был командирован в распоряжение Наркоминдела, где состоял председателем Комиссии по исполнению технической части договора между РСФСР и Афганистаном.
15 июня 1922 года уволен в запас.
После увольнения проживал в Москве. В 1920-х гг. работал заведующим отделом электрификации Главного электротехнического управления (Главэлектро) ВСНХ СССР. Участвовал в разработке плана ГОЭЛРО. С 1929 года преподавал в Московском государственном техническом университете им. Н. Э. Баумана, затем в Московском энергетическом институте. Профессор, с 1932 по 1938 год заведующий кафедрой Энергетических систем, с 1938 по 1941 год — Экономики энергетики. В этот период под его руководством и при непосредственном участии выполнены крупные комплексные исследовательские работы по развитию энергохозяйства УССР и БССР. По заданию правительства руководил советскими делегациями на международных энергетических конференциях. Автор ряда научных трудов в области электроэнергетики.
Умер в 1941 году в Москве, от инфаркта.

### Чины/Звания
- мичман — 6 мая 1902
- лейтенант — 6 декабря 1905
- старший лейтенант — 6 декабря 1911
- капитан II ранга — 22 марта 1915
- капитан I ранга — 28 июля 1917

### Награды
- Орден Святого Станислава 3-й степени — 1907
- Орден Святой Анны 3-й степени — 1910
- Орден Святого Станислава 2-й степени с мечами — 1914
- Орден Святого Владимира 4-й степени — 1916
- англ. орден[какой?] — 1916
- медали[какие?]

## Философский язык
13 августа 1920 Сергей Городецкий в своём письме Александру Блоку рекомендовал обратить внимание на систему нового международного письма, построенную на символике и изобретенную видным советским инженером-электротехником С. А. Кукелем, которому хорошо бы было дать возможность прочесть доклад в Вольфиле «в присутствии поэтов и филологов». Выдвинутый петроградский проект Кукеля назывался «философским языком» «QJ» («куджи») и представлял собой идеографическое письмо, не зависящее от звуковой передачи понятий в разных языках.
Изначально, приступая к работе над проектом, Кукель был совершенно незнаком со всеми предшествовавшими достижениями в области построения всеобщего языка. Тем интереснее проследить последовательные этапы развития у него этой идеи.
По первоначальной своей мысли, Кукель хотел разработать нечто вроде условного приближенно-логического классификатора: 1) терминов разных наук, а затем 2) и вообще всех понятий человеческого обихода.
Кукель полагал, что дальнейшее развитие письменности пойдет но пути «идеографическому», ставящему изображаемые понятия в независимость от их звуковой передачи. В качестве основания международного символического письма он использует 52 буквы латинского алфавита (26 прописных и 26 строчных) и 10 арабских цифровых знаков. Каждой из букв соответствует определённое смысловое значение: А — любовь, В — имущество, С — начало, О — направление, Е — земля… а — я (местоимение), b — ты, с — он… i — здесь, j — да (знак утверждения)… v — теплота, w — в, внутри (предлог)… z — цена. К этим алфавитным знакам прибавляются 9 добавочных знаков для обозначения прилагательных, глаголов настоящего, прошедшего и будущего времени, повелительного наклонения и т. д.
Грамматические правила примитивны: например, множественное число обозначается добавочным знаком s: as — мы, bs — вы, cs — они… прилагательные не склоняются.
Зато сложнее обстоит дело с понятиями, производными от понятий первичных (однобуквенных).
Кукель хотел подобно Никола (1889) из сочетаний букв, обладающих определённым символическим смыслом, образовывать слова, смысл которых мог бы улавливаться по ассоциации (а не по логическому соответствию) идей.
Но уже одно слово QJ, в котором Q обозначает идею дела, а J — мысль, показывает, что не всегда по ассоциации можно прийти к желаемому выводу, что QJ — должно обозначать «письменность».
Чтобы сделать возможной звуковую передачу своих знаков, Кукель придает отдельным прописным и строчным буквам своего символического письма, а также и всем своим дополнительным знакам и цифрам определённые звуковые произношения: A — а, B — ба, C — ца, a — ай, b — би, c — ци, 1 — ои, 2 — ти, 3 — три, 4 — кут.
Печатных изданий, посвященных этой системе, не имеется. Есть лишь возможность ознакомиться с рукописными (не изданными) грамматикой и словарем системы «куджи». При получающейся краткости обозначений, система куджи могла бы быть использована в качестве некоторого телеграфного и сигнализационного кода.
Рассчитывать же на внедрение в практику массового использования, конечно, она не могла.

## Семья
Жёны

С. А. Кукель с женой и детьми, 1912 г.

- Вера Александровна, ур. Резвякова (ок. 1874 — ?) — дочь действительного статского советника, брак был расторгнут.
- Лидия Николаевна (ок. 1886 — ?) — детей не имели.

Дети
- Нина Сергеевна, ур. Кукель (18 октября 1904 — 23 сентября 1979) — геолог, жила в Ленинграде.
- Анна Сергеевна, ур. Кукель (8 августа 1908 — 12 сентября 1973) — доктор медицинских наук, лауреат Сталинской премии за разработку и усовершенствование методов консервирования крови и приготовления сухой плазмы (1952), жила в Москве.
- Андрей Сергеевич Кукель (р. 1910) — инженер-энергетик, главный специалист Госстроя РСФСР, жил в Москве.

Внуки
- Нина Николаевна, ур. Орлова (р. 21 апреля 1926) — врач в Ленинграде.
- Светлана Ильинична, ур. Гребенщикова (р. 27 ноября 1939) — геолог.
- Наталья Андреевна Кукель (р. 1946)
- Андрей Андреевич Кукель (р. 1949)

### Генеалогическое древо
|                                                   |                                                   |                                                   |                                                   |                                                   |                                                   |  |  | Герб «Лелива»                                      | Герб «Лелива»                                      | Герб «Лелива»                                      | Герб «Лелива»                                      | Герб «Лелива»                                      | Герб «Лелива»                                      |  |  | VII к.                                            | VII к.                                            | VII к.                                            | VII к.                                            | VII к.                                            | VII к.                                            |  |  |                                         |                                         |                                         |                                         |                                         |                                         |                                        |                                        |                                               |                                               |                                               |                                               |                                               |                                               |                                          |                                          |                                              |                                              |                                              |                                              |                                              |                                              |  |  |  |  |  |  |  |  |  |  |  |  |  |  |  |  |  |  |  |  |  |  |
|                                                   |                                                   |                                                   |                                                   |                                                   |                                                   |  |  | Герб «Лелива»                                      | Герб «Лелива»                                      | Герб «Лелива»                                      | Герб «Лелива»                                      | Герб «Лелива»                                      | Герб «Лелива»                                      |  |  | VII к.                                            | VII к.                                            | VII к.                                            | VII к.                                            | VII к.                                            | VII к.                                            |  |  |                                         |                                         |                                         |                                         |                                         |                                         |                                        |                                        |                                               |                                               |                                               |                                               |                                               |                                               |                                          |                                          |                                              |                                              |                                              |                                              |                                              |                                              |  |  |  |  |  |  |  |  |  |  |  |  |  |  |  |  |  |  |  |  |  |  |
|                                                   |                                                   |                                                   |                                                   |                                                   |                                                   |  |  |                                                    |                                                    |                                                    |                                                    |                                                    |                                                    |  |  | Кукель Казимир Юстинович (р. 1792)                | Кукель Казимир Юстинович (р. 1792)                | Кукель Казимир Юстинович (р. 1792)                | Кукель Казимир Юстинович (р. 1792)                | Кукель Казимир Юстинович (р. 1792)                | Кукель Казимир Юстинович (р. 1792)                |  |  |                                         |                                         |                                         |                                         |                                         |                                         |                                        |                                        | Невельской Иван Алексеевич (1776—1821)        | Невельской Иван Алексеевич (1776—1821)        | Невельской Иван Алексеевич (1776—1821)        | Невельской Иван Алексеевич (1776—1821)        | Невельской Иван Алексеевич (1776—1821)        | Невельской Иван Алексеевич (1776—1821)        |                                          |                                          |                                              |                                              |                                              |                                              |                                              |                                              |  |  |  |  |  |  |  |  |  |  |  |  |  |  |  |  |  |  |  |  |  |  |
|                                                   |                                                   |                                                   |                                                   |                                                   |                                                   |  |  |                                                    |                                                    |                                                    |                                                    |                                                    |                                                    |  |  | Кукель Казимир Юстинович (р. 1792)                | Кукель Казимир Юстинович (р. 1792)                | Кукель Казимир Юстинович (р. 1792)                | Кукель Казимир Юстинович (р. 1792)                | Кукель Казимир Юстинович (р. 1792)                | Кукель Казимир Юстинович (р. 1792)                |  |  |                                         |                                         |                                         |                                         |                                         |                                         |                                        |                                        | Невельской Иван Алексеевич (1776—1821)        | Невельской Иван Алексеевич (1776—1821)        | Невельской Иван Алексеевич (1776—1821)        | Невельской Иван Алексеевич (1776—1821)        | Невельской Иван Алексеевич (1776—1821)        | Невельской Иван Алексеевич (1776—1821)        |                                          |                                          |                                              |                                              |                                              |                                              |                                              |                                              |  |  |  |  |  |  |  |  |  |  |  |  |  |  |  |  |  |  |  |  |  |  |
|                                                   |                                                   |                                                   |                                                   |                                                   |                                                   |  |  |                                                    |                                                    |                                                    |                                                    |                                                    |                                                    |  |  |                                                   |                                                   |                                                   |                                                   |                                                   |                                                   |  |  |                                         |                                         |                                         |                                         |                                         |                                         |                                        |                                        |                                               |                                               |                                               |                                               |                                               |                                               |                                          |                                          |                                              |                                              |                                              |                                              |                                              |                                              |  |  |  |  |  |  |  |  |  |  |  |  |  |  |  |  |  |  |  |  |  |  |
| Кукель Бронислав Казимирович (1832—1914)          | Кукель Бронислав Казимирович (1832—1914)          | Кукель Бронислав Казимирович (1832—1914)          | Кукель Бронислав Казимирович (1832—1914)          | Кукель Бронислав Казимирович (1832—1914)          | Кукель Бронислав Казимирович (1832—1914)          |  |  | Кукель Елена Казимировна (1837—?)                  | Кукель Елена Казимировна (1837—?)                  | Кукель Елена Казимировна (1837—?)                  | Кукель Елена Казимировна (1837—?)                  | Кукель Елена Казимировна (1837—?)                  | Кукель Елена Казимировна (1837—?)                  |  |  | Кукель Болеслав Казимирович (1829—1869)           | Кукель Болеслав Казимирович (1829—1869)           | Кукель Болеслав Казимирович (1829—1869)           | Кукель Болеслав Казимирович (1829—1869)           | Кукель Болеслав Казимирович (1829—1869)           | Кукель Болеслав Казимирович (1829—1869)           |  |  | Чечотт Леонтина Казимировна (1842—1924) | Чечотт Леонтина Казимировна (1842—1924) | Чечотт Леонтина Казимировна (1842—1924) | Чечотт Леонтина Казимировна (1842—1924) | Чечотт Леонтина Казимировна (1842—1924) | Чечотт Леонтина Казимировна (1842—1924) |                                        |                                        | Невельской Геннадий Иванович (1813—1876)      | Невельской Геннадий Иванович (1813—1876)      | Невельской Геннадий Иванович (1813—1876)      | Невельской Геннадий Иванович (1813—1876)      | Невельской Геннадий Иванович (1813—1876)      | Невельской Геннадий Иванович (1813—1876)      |                                          |                                          | Ельчанинова Екатеринa Николаевнa (1831—1879) | Ельчанинова Екатеринa Николаевнa (1831—1879) | Ельчанинова Екатеринa Николаевнa (1831—1879) | Ельчанинова Екатеринa Николаевнa (1831—1879) | Ельчанинова Екатеринa Николаевнa (1831—1879) | Ельчанинова Екатеринa Николаевнa (1831—1879) |  |  |  |  |  |  |  |  |  |  |  |  |  |  |  |  |  |  |  |  |  |  |
| Кукель Бронислав Казимирович (1832—1914)          | Кукель Бронислав Казимирович (1832—1914)          | Кукель Бронислав Казимирович (1832—1914)          | Кукель Бронислав Казимирович (1832—1914)          | Кукель Бронислав Казимирович (1832—1914)          | Кукель Бронислав Казимирович (1832—1914)          |  |  | Кукель Елена Казимировна (1837—?)                  | Кукель Елена Казимировна (1837—?)                  | Кукель Елена Казимировна (1837—?)                  | Кукель Елена Казимировна (1837—?)                  | Кукель Елена Казимировна (1837—?)                  | Кукель Елена Казимировна (1837—?)                  |  |  | Кукель Болеслав Казимирович (1829—1869)           | Кукель Болеслав Казимирович (1829—1869)           | Кукель Болеслав Казимирович (1829—1869)           | Кукель Болеслав Казимирович (1829—1869)           | Кукель Болеслав Казимирович (1829—1869)           | Кукель Болеслав Казимирович (1829—1869)           |  |  | Чечотт Леонтина Казимировна (1842—1924) | Чечотт Леонтина Казимировна (1842—1924) | Чечотт Леонтина Казимировна (1842—1924) | Чечотт Леонтина Казимировна (1842—1924) | Чечотт Леонтина Казимировна (1842—1924) | Чечотт Леонтина Казимировна (1842—1924) |                                        |                                        | Невельской Геннадий Иванович (1813—1876)      | Невельской Геннадий Иванович (1813—1876)      | Невельской Геннадий Иванович (1813—1876)      | Невельской Геннадий Иванович (1813—1876)      | Невельской Геннадий Иванович (1813—1876)      | Невельской Геннадий Иванович (1813—1876)      |                                          |                                          | Ельчанинова Екатеринa Николаевнa (1831—1879) | Ельчанинова Екатеринa Николаевнa (1831—1879) | Ельчанинова Екатеринa Николаевнa (1831—1879) | Ельчанинова Екатеринa Николаевнa (1831—1879) | Ельчанинова Екатеринa Николаевнa (1831—1879) | Ельчанинова Екатеринa Николаевнa (1831—1879) |  |  |  |  |  |  |  |  |  |  |  |  |  |  |  |  |  |  |  |  |  |  |
|                                                   |                                                   |                                                   |                                                   |                                                   |                                                   |  |  |                                                    |                                                    |                                                    |                                                    |                                                    |                                                    |  |  |                                                   |                                                   |                                                   |                                                   |                                                   |                                                   |  |  |                                         |                                         |                                         |                                         |                                         |                                         |                                        |                                        |                                               |                                               |                                               |                                               |                                               |                                               |                                          |                                          |                                              |                                              |                                              |                                              |                                              |                                              |  |  |  |  |  |  |  |  |  |  |  |  |  |  |  |  |  |  |  |  |  |  |
|                                                   |                                                   |                                                   |                                                   |                                                   |                                                   |  |  |                                                    |                                                    |                                                    |                                                    |                                                    |                                                    |  |  |                                                   |                                                   |                                                   |                                                   |                                                   |                                                   |  |  |                                         |                                         |                                         |                                         |                                         |                                         |                                        |                                        |                                               |                                               |                                               |                                               |                                               |                                               |                                          |                                          |                                              |                                              |                                              |                                              |                                              |                                              |  |  |  |  |  |  |  |  |  |  |  |  |  |  |  |  |  |  |  |  |  |  |
| Кукель-Краевский Владислав Брониславович (1869—?) | Кукель-Краевский Владислав Брониславович (1869—?) | Кукель-Краевский Владислав Брониславович (1869—?) | Кукель-Краевский Владислав Брониславович (1869—?) | Кукель-Краевский Владислав Брониславович (1869—?) | Кукель-Краевский Владислав Брониславович (1869—?) |  |  | Кукель Сигизмунд Брониславович (1870—?)            | Кукель Сигизмунд Брониславович (1870—?)            | Кукель Сигизмунд Брониславович (1870—?)            | Кукель Сигизмунд Брониславович (1870—?)            | Кукель Сигизмунд Брониславович (1870—?)            | Кукель Сигизмунд Брониславович (1870—?)            |  |  | Кукель Василий Болеславович (1854—?)              | Кукель Василий Болеславович (1854—?)              | Кукель Василий Болеславович (1854—?)              | Кукель Василий Болеславович (1854—?)              | Кукель Василий Болеславович (1854—?)              | Кукель Василий Болеславович (1854—?)              |  |  |                                         |                                         |                                         |                                         | Кукель Андрей Болеславович (1860—1894)  | Кукель Андрей Болеславович (1860—1894)  | Кукель Андрей Болеславович (1860—1894) | Кукель Андрей Болеславович (1860—1894) | Кукель Андрей Болеславович (1860—1894)        | Кукель Андрей Болеславович (1860—1894)        |                                               |                                               | Невельская Мария Геннадьевна (1855—1917)      | Невельская Мария Геннадьевна (1855—1917)      | Невельская Мария Геннадьевна (1855—1917) | Невельская Мария Геннадьевна (1855—1917) | Невельская Мария Геннадьевна (1855—1917)     | Невельская Мария Геннадьевна (1855—1917)     |                                              |                                              |                                              |                                              |  |  |  |  |  |  |  |  |  |  |  |  |  |  |  |  |  |  |  |  |  |  |
| Кукель-Краевский Владислав Брониславович (1869—?) | Кукель-Краевский Владислав Брониславович (1869—?) | Кукель-Краевский Владислав Брониславович (1869—?) | Кукель-Краевский Владислав Брониславович (1869—?) | Кукель-Краевский Владислав Брониславович (1869—?) | Кукель-Краевский Владислав Брониславович (1869—?) |  |  | Кукель Сигизмунд Брониславович (1870—?)            | Кукель Сигизмунд Брониславович (1870—?)            | Кукель Сигизмунд Брониславович (1870—?)            | Кукель Сигизмунд Брониславович (1870—?)            | Кукель Сигизмунд Брониславович (1870—?)            | Кукель Сигизмунд Брониславович (1870—?)            |  |  | Кукель Василий Болеславович (1854—?)              | Кукель Василий Болеславович (1854—?)              | Кукель Василий Болеславович (1854—?)              | Кукель Василий Болеславович (1854—?)              | Кукель Василий Болеславович (1854—?)              | Кукель Василий Болеславович (1854—?)              |  |  |                                         |                                         |                                         |                                         | Кукель Андрей Болеславович (1860—1894)  | Кукель Андрей Болеславович (1860—1894)  | Кукель Андрей Болеславович (1860—1894) | Кукель Андрей Болеславович (1860—1894) | Кукель Андрей Болеславович (1860—1894)        | Кукель Андрей Болеславович (1860—1894)        |                                               |                                               | Невельская Мария Геннадьевна (1855—1917)      | Невельская Мария Геннадьевна (1855—1917)      | Невельская Мария Геннадьевна (1855—1917) | Невельская Мария Геннадьевна (1855—1917) | Невельская Мария Геннадьевна (1855—1917)     | Невельская Мария Геннадьевна (1855—1917)     |                                              |                                              |                                              |                                              |  |  |  |  |  |  |  |  |  |  |  |  |  |  |  |  |  |  |  |  |  |  |
|                                                   |                                                   |                                                   |                                                   |                                                   |                                                   |  |  |                                                    |                                                    |                                                    |                                                    |                                                    |                                                    |  |  |                                                   |                                                   |                                                   |                                                   |                                                   |                                                   |  |  |                                         |                                         |                                         |                                         |                                         |                                         |                                        |                                        |                                               |                                               |                                               |                                               |                                               |                                               |                                          |                                          |                                              |                                              |                                              |                                              |                                              |                                              |  |  |  |  |  |  |  |  |  |  |  |  |  |  |  |  |  |  |  |  |  |  |
|                                                   |                                                   |                                                   |                                                   |                                                   |                                                   |  |  |                                                    |                                                    |                                                    |                                                    |                                                    |                                                    |  |  |                                                   |                                                   |                                                   |                                                   |                                                   |                                                   |  |  |                                         |                                         |                                         |                                         |                                         |                                         |                                        |                                        |                                               |                                               |                                               |                                               |                                               |                                               |                                          |                                          |                                              |                                              |                                              |                                              |                                              |                                              |  |  |  |  |  |  |  |  |  |  |  |  |  |  |  |  |  |  |  |  |  |  |
|                                                   |                                                   |                                                   |                                                   |                                                   |                                                   |  |  |                                                    |                                                    |                                                    |                                                    |                                                    |                                                    |  |  | Кукель-Краевский Владимир Андреевич (1885—1938)   | Кукель-Краевский Владимир Андреевич (1885—1938)   | Кукель-Краевский Владимир Андреевич (1885—1938)   | Кукель-Краевский Владимир Андреевич (1885—1938)   | Кукель-Краевский Владимир Андреевич (1885—1938)   | Кукель-Краевский Владимир Андреевич (1885—1938)   |  |  |                                         |                                         |                                         |                                         |                                         |                                         |                                        |                                        | Кукель-Краевский Сергей Андреевич (1883—1941) | Кукель-Краевский Сергей Андреевич (1883—1941) | Кукель-Краевский Сергей Андреевич (1883—1941) | Кукель-Краевский Сергей Андреевич (1883—1941) | Кукель-Краевский Сергей Андреевич (1883—1941) | Кукель-Краевский Сергей Андреевич (1883—1941) |                                          |                                          |                                              |                                              |                                              |                                              |                                              |                                              |  |  |  |  |  |  |  |  |  |  |  |  |  |  |  |  |  |  |  |  |  |  |
|                                                   |                                                   |                                                   |                                                   |                                                   |                                                   |  |  |                                                    |                                                    |                                                    |                                                    |                                                    |                                                    |  |  | Кукель-Краевский Владимир Андреевич (1885—1938)   | Кукель-Краевский Владимир Андреевич (1885—1938)   | Кукель-Краевский Владимир Андреевич (1885—1938)   | Кукель-Краевский Владимир Андреевич (1885—1938)   | Кукель-Краевский Владимир Андреевич (1885—1938)   | Кукель-Краевский Владимир Андреевич (1885—1938)   |  |  |                                         |                                         |                                         |                                         |                                         |                                         |                                        |                                        | Кукель-Краевский Сергей Андреевич (1883—1941) | Кукель-Краевский Сергей Андреевич (1883—1941) | Кукель-Краевский Сергей Андреевич (1883—1941) | Кукель-Краевский Сергей Андреевич (1883—1941) | Кукель-Краевский Сергей Андреевич (1883—1941) | Кукель-Краевский Сергей Андреевич (1883—1941) |                                          |                                          |                                              |                                              |                                              |                                              |                                              |                                              |  |  |  |  |  |  |  |  |  |  |  |  |  |  |  |  |  |  |  |  |  |  |
|                                                   |                                                   |                                                   |                                                   |                                                   |                                                   |  |  |                                                    |                                                    |                                                    |                                                    |                                                    |                                                    |  |  |                                                   |                                                   |                                                   |                                                   |                                                   |                                                   |  |  |                                         |                                         |                                         |                                         |                                         |                                         |                                        |                                        |                                               |                                               |                                               |                                               |                                               |                                               |                                          |                                          |                                              |                                              |                                              |                                              |                                              |                                              |  |  |  |  |  |  |  |  |  |  |  |  |  |  |  |  |  |  |  |  |  |  |
| Кукель-Краевская Елена Владимировна (1924—?)      | Кукель-Краевская Елена Владимировна (1924—?)      | Кукель-Краевская Елена Владимировна (1924—?)      | Кукель-Краевская Елена Владимировна (1924—?)      | Кукель-Краевская Елена Владимировна (1924—?)      | Кукель-Краевская Елена Владимировна (1924—?)      |  |  |                                                    |                                                    |                                                    |                                                    |                                                    |                                                    |  |  | Кукель-Краевский Николай Владимирович (1921—2017) | Кукель-Краевский Николай Владимирович (1921—2017) | Кукель-Краевский Николай Владимирович (1921—2017) | Кукель-Краевский Николай Владимирович (1921—2017) | Кукель-Краевский Николай Владимирович (1921—2017) | Кукель-Краевский Николай Владимирович (1921—2017) |  |  | Гребенщикова Нина Сергеевна (1904—1979) | Гребенщикова Нина Сергеевна (1904—1979) | Гребенщикова Нина Сергеевна (1904—1979) | Гребенщикова Нина Сергеевна (1904—1979) | Гребенщикова Нина Сергеевна (1904—1979) | Гребенщикова Нина Сергеевна (1904—1979) |                                        |                                        | Кукель-Краевский Андрей Сергеевич (1910—1990) | Кукель-Краевский Андрей Сергеевич (1910—1990) | Кукель-Краевский Андрей Сергеевич (1910—1990) | Кукель-Краевский Андрей Сергеевич (1910—1990) | Кукель-Краевский Андрей Сергеевич (1910—1990) | Кукель-Краевский Андрей Сергеевич (1910—1990) |                                          |                                          | Кукель-Краевская Анна Сергеевна (1908—1973)  | Кукель-Краевская Анна Сергеевна (1908—1973)  | Кукель-Краевская Анна Сергеевна (1908—1973)  | Кукель-Краевская Анна Сергеевна (1908—1973)  | Кукель-Краевская Анна Сергеевна (1908—1973)  | Кукель-Краевская Анна Сергеевна (1908—1973)  |  |  |  |  |  |  |  |  |  |  |  |  |  |  |  |  |  |  |  |  |  |  |
| Кукель-Краевская Елена Владимировна (1924—?)      | Кукель-Краевская Елена Владимировна (1924—?)      | Кукель-Краевская Елена Владимировна (1924—?)      | Кукель-Краевская Елена Владимировна (1924—?)      | Кукель-Краевская Елена Владимировна (1924—?)      | Кукель-Краевская Елена Владимировна (1924—?)      |  |  |                                                    |                                                    |                                                    |                                                    |                                                    |                                                    |  |  | Кукель-Краевский Николай Владимирович (1921—2017) | Кукель-Краевский Николай Владимирович (1921—2017) | Кукель-Краевский Николай Владимирович (1921—2017) | Кукель-Краевский Николай Владимирович (1921—2017) | Кукель-Краевский Николай Владимирович (1921—2017) | Кукель-Краевский Николай Владимирович (1921—2017) |  |  | Гребенщикова Нина Сергеевна (1904—1979) | Гребенщикова Нина Сергеевна (1904—1979) | Гребенщикова Нина Сергеевна (1904—1979) | Гребенщикова Нина Сергеевна (1904—1979) | Гребенщикова Нина Сергеевна (1904—1979) | Гребенщикова Нина Сергеевна (1904—1979) |                                        |                                        | Кукель-Краевский Андрей Сергеевич (1910—1990) | Кукель-Краевский Андрей Сергеевич (1910—1990) | Кукель-Краевский Андрей Сергеевич (1910—1990) | Кукель-Краевский Андрей Сергеевич (1910—1990) | Кукель-Краевский Андрей Сергеевич (1910—1990) | Кукель-Краевский Андрей Сергеевич (1910—1990) |                                          |                                          | Кукель-Краевская Анна Сергеевна (1908—1973)  | Кукель-Краевская Анна Сергеевна (1908—1973)  | Кукель-Краевская Анна Сергеевна (1908—1973)  | Кукель-Краевская Анна Сергеевна (1908—1973)  | Кукель-Краевская Анна Сергеевна (1908—1973)  | Кукель-Краевская Анна Сергеевна (1908—1973)  |  |  |  |  |  |  |  |  |  |  |  |  |  |  |  |  |  |  |  |  |  |  |
|                                                   |                                                   |                                                   |                                                   |                                                   |                                                   |  |  |                                                    |                                                    |                                                    |                                                    |                                                    |                                                    |  |  |                                                   |                                                   |                                                   |                                                   |                                                   |                                                   |  |  |                                         |                                         |                                         |                                         |                                         |                                         |                                        |                                        |                                               |                                               |                                               |                                               |                                               |                                               |                                          |                                          |                                              |                                              |                                              |                                              |                                              |                                              |  |  |  |  |  |  |  |  |  |  |  |  |  |  |  |  |  |  |  |  |  |  |
| Кукель-Краевская Вера Витальевна (р. 1956)        | Кукель-Краевская Вера Витальевна (р. 1956)        | Кукель-Краевская Вера Витальевна (р. 1956)        | Кукель-Краевская Вера Витальевна (р. 1956)        | Кукель-Краевская Вера Витальевна (р. 1956)        | Кукель-Краевская Вера Витальевна (р. 1956)        |  |  | Кукель-Краевский Александр Николаевич (р. 1955)    | Кукель-Краевский Александр Николаевич (р. 1955)    | Кукель-Краевский Александр Николаевич (р. 1955)    | Кукель-Краевский Александр Николаевич (р. 1955)    | Кукель-Краевский Александр Николаевич (р. 1955)    | Кукель-Краевский Александр Николаевич (р. 1955)    |  |  | Кукель-Краевский Юрий Николаевич (р. 1946)        | Кукель-Краевский Юрий Николаевич (р. 1946)        | Кукель-Краевский Юрий Николаевич (р. 1946)        | Кукель-Краевский Юрий Николаевич (р. 1946)        | Кукель-Краевский Юрий Николаевич (р. 1946)        | Кукель-Краевский Юрий Николаевич (р. 1946)        |  |  | Миляева Наталия Андреевна (1946—2017)   | Миляева Наталия Андреевна (1946—2017)   | Миляева Наталия Андреевна (1946—2017)   | Миляева Наталия Андреевна (1946—2017)   | Миляева Наталия Андреевна (1946—2017)   | Миляева Наталия Андреевна (1946—2017)   |                                        |                                        | Кукель-Краевский Сергей Андреевич (р. 1949)   | Кукель-Краевский Сергей Андреевич (р. 1949)   | Кукель-Краевский Сергей Андреевич (р. 1949)   | Кукель-Краевский Сергей Андреевич (р. 1949)   | Кукель-Краевский Сергей Андреевич (р. 1949)   | Кукель-Краевский Сергей Андреевич (р. 1949)   |                                          |                                          |                                              |                                              |                                              |                                              |                                              |                                              |  |  |  |  |  |  |  |  |  |  |  |  |  |  |  |  |  |  |  |  |  |  |
| Кукель-Краевская Вера Витальевна (р. 1956)        | Кукель-Краевская Вера Витальевна (р. 1956)        | Кукель-Краевская Вера Витальевна (р. 1956)        | Кукель-Краевская Вера Витальевна (р. 1956)        | Кукель-Краевская Вера Витальевна (р. 1956)        | Кукель-Краевская Вера Витальевна (р. 1956)        |  |  | Кукель-Краевский Александр Николаевич (р. 1955)    | Кукель-Краевский Александр Николаевич (р. 1955)    | Кукель-Краевский Александр Николаевич (р. 1955)    | Кукель-Краевский Александр Николаевич (р. 1955)    | Кукель-Краевский Александр Николаевич (р. 1955)    | Кукель-Краевский Александр Николаевич (р. 1955)    |  |  | Кукель-Краевский Юрий Николаевич (р. 1946)        | Кукель-Краевский Юрий Николаевич (р. 1946)        | Кукель-Краевский Юрий Николаевич (р. 1946)        | Кукель-Краевский Юрий Николаевич (р. 1946)        | Кукель-Краевский Юрий Николаевич (р. 1946)        | Кукель-Краевский Юрий Николаевич (р. 1946)        |  |  | Миляева Наталия Андреевна (1946—2017)   | Миляева Наталия Андреевна (1946—2017)   | Миляева Наталия Андреевна (1946—2017)   | Миляева Наталия Андреевна (1946—2017)   | Миляева Наталия Андреевна (1946—2017)   | Миляева Наталия Андреевна (1946—2017)   |                                        |                                        | Кукель-Краевский Сергей Андреевич (р. 1949)   | Кукель-Краевский Сергей Андреевич (р. 1949)   | Кукель-Краевский Сергей Андреевич (р. 1949)   | Кукель-Краевский Сергей Андреевич (р. 1949)   | Кукель-Краевский Сергей Андреевич (р. 1949)   | Кукель-Краевский Сергей Андреевич (р. 1949)   |                                          |                                          |                                              |                                              |                                              |                                              |                                              |                                              |  |  |  |  |  |  |  |  |  |  |  |  |  |  |  |  |  |  |  |  |  |  |
|                                                   |                                                   |                                                   |                                                   |                                                   |                                                   |  |  |                                                    |                                                    |                                                    |                                                    |                                                    |                                                    |  |  |                                                   |                                                   |                                                   |                                                   |                                                   |                                                   |  |  |                                         |                                         |                                         |                                         |                                         |                                         |                                        |                                        |                                               |                                               |                                               |                                               |                                               |                                               |                                          |                                          |                                              |                                              |                                              |                                              |                                              |                                              |  |  |  |  |  |  |  |  |  |  |  |  |  |  |  |  |  |  |  |  |  |  |
| Калинкина Ирина Александровна (р. 1985)           | Калинкина Ирина Александровна (р. 1985)           | Калинкина Ирина Александровна (р. 1985)           | Калинкина Ирина Александровна (р. 1985)           | Калинкина Ирина Александровна (р. 1985)           | Калинкина Ирина Александровна (р. 1985)           |  |  | Кукель-Краевская Екатерина Александровна (р. 1991) | Кукель-Краевская Екатерина Александровна (р. 1991) | Кукель-Краевская Екатерина Александровна (р. 1991) | Кукель-Краевская Екатерина Александровна (р. 1991) | Кукель-Краевская Екатерина Александровна (р. 1991) | Кукель-Краевская Екатерина Александровна (р. 1991) |  |  | Кукель-Краевский Андрей Юрьевич (р. 1979)         | Кукель-Краевский Андрей Юрьевич (р. 1979)         | Кукель-Краевский Андрей Юрьевич (р. 1979)         | Кукель-Краевский Андрей Юрьевич (р. 1979)         | Кукель-Краевский Андрей Юрьевич (р. 1979)         | Кукель-Краевский Андрей Юрьевич (р. 1979)         |  |  |                                         |                                         |                                         |                                         |                                         |                                         |                                        |                                        | Кукель-Краевский Болеслав Сергеевич (р. 1975) | Кукель-Краевский Болеслав Сергеевич (р. 1975) | Кукель-Краевский Болеслав Сергеевич (р. 1975) | Кукель-Краевский Болеслав Сергеевич (р. 1975) | Кукель-Краевский Болеслав Сергеевич (р. 1975) | Кукель-Краевский Болеслав Сергеевич (р. 1975) |                                          |                                          |                                              |                                              |                                              |                                              |                                              |                                              |  |  |  |  |  |  |  |  |  |  |  |  |  |  |  |  |  |  |  |  |  |  |
| Калинкина Ирина Александровна (р. 1985)           | Калинкина Ирина Александровна (р. 1985)           | Калинкина Ирина Александровна (р. 1985)           | Калинкина Ирина Александровна (р. 1985)           | Калинкина Ирина Александровна (р. 1985)           | Калинкина Ирина Александровна (р. 1985)           |  |  | Кукель-Краевская Екатерина Александровна (р. 1991) | Кукель-Краевская Екатерина Александровна (р. 1991) | Кукель-Краевская Екатерина Александровна (р. 1991) | Кукель-Краевская Екатерина Александровна (р. 1991) | Кукель-Краевская Екатерина Александровна (р. 1991) | Кукель-Краевская Екатерина Александровна (р. 1991) |  |  | Кукель-Краевский Андрей Юрьевич (р. 1979)         | Кукель-Краевский Андрей Юрьевич (р. 1979)         | Кукель-Краевский Андрей Юрьевич (р. 1979)         | Кукель-Краевский Андрей Юрьевич (р. 1979)         | Кукель-Краевский Андрей Юрьевич (р. 1979)         | Кукель-Краевский Андрей Юрьевич (р. 1979)         |  |  |                                         |                                         |                                         |                                         |                                         |                                         |                                        |                                        | Кукель-Краевский Болеслав Сергеевич (р. 1975) | Кукель-Краевский Болеслав Сергеевич (р. 1975) | Кукель-Краевский Болеслав Сергеевич (р. 1975) | Кукель-Краевский Болеслав Сергеевич (р. 1975) | Кукель-Краевский Болеслав Сергеевич (р. 1975) | Кукель-Краевский Болеслав Сергеевич (р. 1975) |                                          |                                          |                                              |                                              |                                              |                                              |                                              |                                              |  |  |  |  |  |  |  |  |  |  |  |  |  |  |  |  |  |  |  |  |  |  |
|                                                   |                                                   |                                                   |                                                   |                                                   |                                                   |  |  |                                                    |                                                    |                                                    |                                                    |                                                    |                                                    |  |  | Кукель-Краевский Максим Андреевич (р. 2009)       | Кукель-Краевский Максим Андреевич (р. 2009)       | Кукель-Краевский Максим Андреевич (р. 2009)       | Кукель-Краевский Максим Андреевич (р. 2009)       | Кукель-Краевский Максим Андреевич (р. 2009)       | Кукель-Краевский Максим Андреевич (р. 2009)       |  |  |                                         |                                         |                                         |                                         |                                         |                                         |                                        |                                        | Кукель-Краевский Ермил Болеславович (р. 1999) | Кукель-Краевский Ермил Болеславович (р. 1999) | Кукель-Краевский Ермил Болеславович (р. 1999) | Кукель-Краевский Ермил Болеславович (р. 1999) | Кукель-Краевский Ермил Болеславович (р. 1999) | Кукель-Краевский Ермил Болеславович (р. 1999) |                                          |                                          |                                              |                                              |                                              |                                              |                                              |                                              |  |  |  |  |  |  |  |  |  |  |  |  |  |  |  |  |  |  |  |  |  |  |

## Произведения
- Электрические аккумуляторы подводных лодок : Курс для электриков. — 1912.
- Борьба за проведение в жизнь основных принципов плана электрификации ГОЭЛРО. — 1928.
- План электроснабжения Донбасса и роль Лисичанской станции. — 1928.
- Мировой инженерный конгресс и мировая энергетическая конференция 1929 г.. — 1930.
- Энерго-экономический анализ технической реконструкции Большой Волги: труды ноябрьской сессии Академии наук СССР, посвященной проблеме Волго-Каспия. — Изд-во Академии наук СССР, 1934.
- Единая электроэнергетическая система Европейской части СССР: рабочая гипотеза и технико-экономическая модель для планирования электрификации. — Изд-во Академии наук СССР, 1938.
- Электроэнергетическая система: Ч. 1. Теоретические основы технико-экономического проектирования. — ГОНТИ, 1938.